# The Mind Robber
The Mind Robber (Le voleur d'esprit) est le quarante-cinquième épisode de la première série de la série télévisée britannique de science-fiction Doctor Who, diffusé pour la première fois en cinq parties hebdomadaires du 14 septembre au 12 octobre 1968.

## Accroche
Cherchant un atterrissage d'urgence, le Docteur et ses compagnons se retrouvent dans un espace nommé le « vide » dans lequel ils rencontrent des personnages issus de l'imaginaire. 

## Casting
- Patrick Troughton — Le Docteur
- Frazer Hines — Jamie McCrimmon
- Wendy Padbury — Zoe Heriot
- Emrys Jones — Le Maitre
- Bernard Horsfall — Gulliver
- Christopher Robbie — Karkus
- Sue Pulford — Méduse
- Philip Ryan — Le soldat anglais
- Christine Pirie — La princesse Raiponce
- John Greenwood — D'Artagnan / Lancelot
- David Cannon — Cyrano
- Gerry Wain — Barbe Noire
- Paul Alexander, Ian Hines, Richard Ireson — Les soldats
- Barbara Loft, Sylvestra Le Tozel, Timothy Horton, Christopher Reynalds, David Reynalds, Martin Langley — Les enfants
- John Atterbury, Ralph Carrigan, Bill Wiesener, Terry Wright — Les robots

## Résumé
Après avoir défait les Dominateurs, le TARDIS se retrouve au beau milieu de la lave d’une explosion volcanique. Le  Docteur tente alors de faire redémarrer l’appareil avec l’aide de Jamie et Zoe. Obligé d’utiliser l’unité d’urgence lors de ce démarrage en catastrophe, le Docteur amène son vaisseau hors de la réalité elle-même. Ayant atterri au milieu d’un espace blanc évoquant le néant, le Docteur tente de réparer le TARDIS. Jamie et Zoe sont attirés dehors par des images évoquant leurs pays natals. Hypnotisés par des robots, il faudra l’intervention du Docteur pour les ramener à l’intérieur.
Dans une tentative de retourner dans la réalité, le TARDIS explose et ses occupants sont emmenés dans l’inconnu. Ils atterrissent dans une forêt où, vus d’en haut, les arbres sont des lettres et forment des mots. À la recherche de Jamie et Zoe, le Docteur se retrouve face à des enfants facétieux, puis à des énigmes incrustées dans le paysage. Il réussit à retrouver Jamie sous forme d’une statue sans visage et transforme accidentellement son visage en tentant de le ramener à la vie. Après avoir retrouvé Zoe, ils rencontrent un étrange capitaine de navire avant d’être poursuivis par des soldats de plomb géants. Poussés à l’orée de la forêt, ils font face à une licorne.
La menaçante licorne se transforme en statue lorsqu’ils parviennent à se convaincre que celle-ci n'est pas réelle. Alors qu’ils sont observés par un mystérieux personnage nommé « le Maitre », le Docteur et ses compagnons poursuivent leur voyage. Un peu plus loin, Jamie est rechangé en statue après avoir attaqué un soldat anglais ce qui permet au Docteur de lui redonner son véritable visage avant de le réanimer. À l’intérieur de la maison, ils retrouvent de nouveau le capitaine, que le Docteur identifie comme étant Gulliver avant d’arriver à l’intérieur d’un labyrinthe. Laissant Jamie derrière eux, le Docteur et Zoe font face à des créatures mythologiques comme le Minotaure et Méduse, puis parviennent à s’en débarrasser de la même façon que la licorne.
Poursuivi hors du labyrinthe par un des soldats de plomb, Jamie parvient à s’en échapper en escaladant des rochers puis en s’agrippant à une corde menant à un château. Il s’avère que la corde est en réalité les cheveux de la princesse Raiponce, assez mécontente de voir que Jamie n’est pas un prince. À l’intérieur du château, Jamie découvre une forteresse technologique, des dossiers contenant les différents mondes imaginaires, et une bande magnétique retraçant ce qu’il arrive au Docteur et à Zoe. Une alarme finit par retentir et Jamie se retrouve face à Gulliver, qui semble ne pas voir les robots qui menacent le jeune homme.
Zoe et le Docteur sortent du labyrinthe et rencontrent le Karkus, un personnage de dessin animé venu de l’époque de Zoe. Celui est une sorte de voleur masqué qui les menace avec un « rayon désintégrateur anti-moléculaire » (une arme qui ne peut exister, selon le Docteur.) Seule Zoe réussit à vaincre le Karkus dont elle connait les aventures et ils réussissent à s’en faire un fidèle serviteur. Il les amène à la citadelle où ils croisent de nouveau Jamie. Zoe met en route accidentellement l’alarme et des robots les amènent vers la salle de contrôle.
Là, ils rencontrent enfin le Maitre, un écrivain terrien enlevé et attaché à un cerveau géant afin de créer tout un univers. S’estimant vieillissant, il a amené le Docteur afin que celui-ci puisse le remplacer et avoue que les épreuves précédentes n’étaient que des tests destinés à analyser sa capacité d’imagination. Afin de forcer le Docteur à coopérer, Jamie et Zoe sont enfermés dans un livre géant, mais le Docteur parvient tout de même à s'enfuir.
Le Maitre transforme Jamie et Zoe en créatures de fictions afin qu’ils puissent tromper le Docteur et le forcer à devenir le nouveau Maitre. Attachés à une machine, le Docteur et le Maitre se livrent un combat faisant apparaitre des créatures de fictions. Le Docteur réussit à libérer Jamie et Zoe et à provoquer les robots pour qu’ils se détruisent eux-mêmes. Il réussit à détacher le Maitre de ses liens vers le cerveau géant, ce qui lui permet de redevenir lui-même. Les robots sont poussés à détruire le cerveau, tandis que le TARDIS se reconstruit pour prendre sa forme originelle.

## Continuité
- Le Maitre n'a rien à voir avec le Seigneur du Temps du même nom. De même, le minotaure rencontré n'a rien à voir avec celui vu dans les épisodes The Time Monster (3e Docteur), The Horns of Nimon (4e Docteur) et The God Complex (11e Docteur).
- Cet épisode commence exactement là où l'épisode précédent finissait. De même, il s’ouvre sur un cliffhanger qui n’est résolu que dans l'épisode suivant même si le sort réservé au Maître ne trouve pas de réponse.
- Il est assez ironique de voir que, pour quelqu’un qui utilise souvent le charabia pseudo-scientifique, le Docteur estime qu'un rayon désintégrateur anti-moléculaire ne peut pas exister.
- Le pays de la fiction réapparaît dans des romans et des pièces radiophoniques dérivées de la série.